# 史蒂芬·賀夫

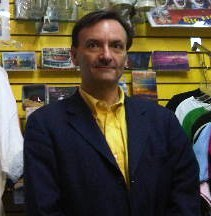
史蒂芬·賀夫，2010年

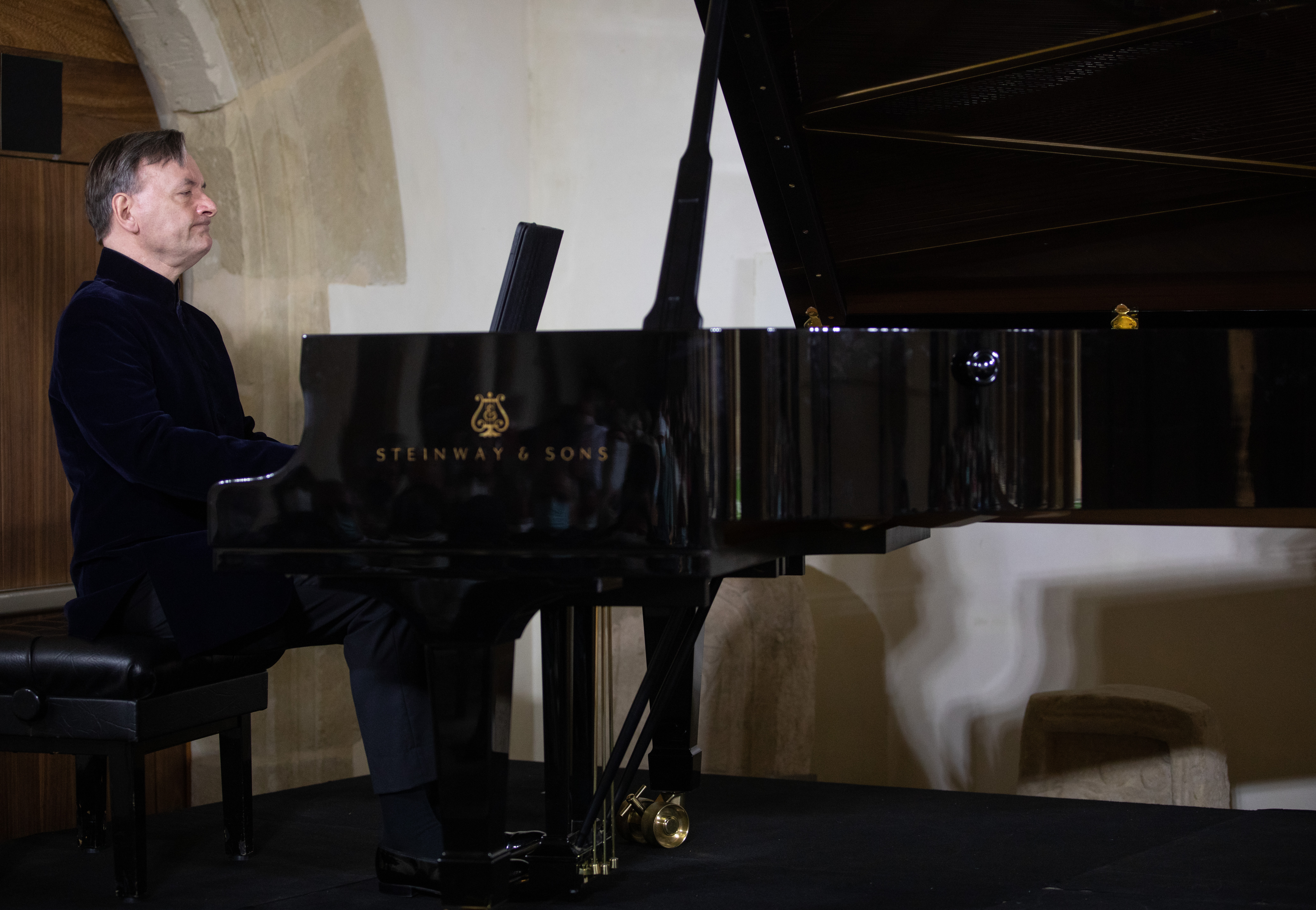
史蒂芬·賀夫，2021年

史蒂芬·安德魯·吉爾·賀夫爵士，CBE（1961年11月22日—），英國鋼琴家、作曲家和作家。

## 經歷
賀夫出生於英國維拉爾半島的Heswall，而後於塞沃尔成長。他自五歲起習琴，很快便展現天賦，父母於是在附近的古物店以5磅的價格買回一架二手鋼琴，供他彈奏。賀夫陸續就讀於切塔姆音乐学校與皇家北方音乐学院。他參與了1978年的英国广播公司「年度年輕音樂家」（Young Musician of the Year）大賽並獲獎，1983年再於瑙姆堡基金會主辦的國際鋼琴大賽中獲勝。
賀夫是皇家愛樂協會的「朱利葉斯·伊瑟利斯獎學金」的首任得主，並藉以前往茱莉亞學院進修，取得碩士學位，期間曾受Heather Slade-Lipkin、Gordon Green、Derrick Wyndham等人指導。
目前，賀夫任教於倫敦大學皇家音樂學院、皇家北方音乐学院，以及茱莉亞學院。2019年起，賀夫受牛津大学玛格丽特学院之邀，擔任訪問學人，為期三年。
在繁忙的演出計畫之餘，賀夫熱心於社會事業與公益，他是「南丁格爾計畫」（The Nightingale Project）的主要成員，經常將音樂與藝術推廣至醫院、矯正機構等機關。

## 獲獎與榮譽
賀夫是倫敦大學皇家音樂學院、市政廳音樂及戲劇學院、利物浦大学、中殿律師學院以及皇家愛樂協會的榮譽成員（或獲頒榮譽學位）。2001年他獲得麦克阿瑟奖，是該單位史上首次有古典音樂表演者獲獎。2010年，賀夫獲得皇家愛樂協會的「年度演奏家」（Instrumentalist of the Year）肯定。
2014年，賀夫獲得英國司令勳章，以表彰他在音樂領域的貢獻。

## 作品節選

### 商業錄音
賀夫的錄音產量甚多，目前數量已超過60張。較著名者包括拉赫玛尼诺夫全本協奏曲（獲留聲機大獎肯定）、聖桑全本協奏曲（留聲機獎），以及蕭邦全本圓舞曲（法國金音叉獎）等。此外他致力於罕見作品推廣，他的錄音也包括胡梅尔、沙尔文卡、鲍文、鲍文等人的作品。列舉部分如下：
- Davis, Andrew. Hugh, Timothy. . Virgin Classics Ltd. 1990. Barcode 075679113825.

### 作曲
演奏之外，賀夫也從事作曲，目前已有一首大提琴協奏曲、三重奏（為短笛、倍低音管與鋼琴）、彌撒作品、歌曲、四首鋼琴奏鳴曲，以及逾卅首小品等。

### 著作
- The Bible as Prayer: a handbook for lectio divina，2007年[9]
- Nosing Around，2014年
- The Final Retreat，2018年
- Rough Ideas: reflections on music and more，2019年

## 個人生活
2005年，賀夫取得澳洲公民權利，使他成為雙重國籍者。除了音樂事業之外，賀夫還是一名畫家，2012年10月在倫敦舉行了自己的畫展。
賀夫自19歲起成為天主教徒，他曾認真考慮成為神職人員。與此同時，他也是一名公開的同性戀人士，曾在自己的著作中為文探討性傾向如何影響他的演奏事業、宗教信仰等。

### 家庭
賀夫的父親出生於澳洲（1926年），是英國鋼鐵的公司代表人。

## 軼事
- 2016年10月，在英國廣播公司第四台的《荒島唱片（英语：Desert Island Discs）》節目中，賀夫表示自己的「荒島唱片」選擇會是科尔托演奏的蕭邦第17號前奏曲，拉赫玛尼诺夫演奏的克莱斯勒愛之悲，另外還有巴赫B小調彌撒求主垂憐，阿尔班·贝尔格抒情組曲第三樂章，齐柏林飞船通往天堂的阶梯，埃里克·科茨（英语：Eric Coates）[譯名請求]的〈Bird Songs at Eventide[譯名請求]〉，以及自己的大提琴與左手鋼琴奏鳴曲告別[2]。
- 賀夫在音樂領域之外的興趣十分多元，除了是一名得獎詩人之外[註 3][16]，他的著作還包括探討香水的小冊，以及一本得獎小說。此外，他也曾為每日电讯报撰寫博客[17]。

## 外部連結
- 官方网站
- 史蒂芬·賀夫的Discogs页面（英文）
- 如何拯救古典音樂（網際網路檔案館的（页面存档备份，存于））